# Forces armées albanaises
Ne doit pas être confondu avec Armée nationale albanaise.
Les Forces armées  de la république d'Albanie (en albanais : Forcat e Armatosura të Republikës së Shqipërisë) sont les forces armées de la république d'Albanie créées à la suite de l'indépendance du pays en 1912. Aujourd'hui, elles sont composées d'un état-major, d'un commandement conjoint des forces, d'un commandement et d'un commandement albanais pour l'entraînement et la stratégie.
Le quartier-général du commandement conjoint se situe à Durrës. Cette composante est composée de toutes les forces opérationnelles de la brigade maritime albanaise, de la brigade aérienne albanaise, de la brigade d'infanterie de réaction rapide à laquelle s'ajoute le régiment de forces spéciales et enfin de la brigade de soutien territorial.
L'armée albanaise est principalement dotée de matériels fournis par les États-Unis, l'Allemagne, les Pays-Bas, le Royaume-Uni, la Grèce, la Turquie, la Suisse, le Danemark et la Belgique.
Les Forces armées albanaises ont lancé un programme de modernisation  pour devenir une armée professionnelle et technologiquement moderne en 2011. Cette armée est composée de 14 295 militaires et plus de 5 000 civils entraînés selon les standards de l'OTAN.

## Missions
Selon la Constitution albanaise, les Forces armées albanaises ont les missions suivantes :
- protéger l'intégrité territoriale du pays ;
- être présente dans les zones à risques ;
- assister la population en cas de désastres naturels ou industriels et prévenir toute menace d'ordre militaire ou non ;
- protéger l'ordre constitutionnel comme il est déterminé par la loi ;
- participer aux opérations internationales au sein des forces multinationales.

## Histoire
L'Armée royale albanaise (en albanais : Ushtria Mbretërore Shqiptare) était l'armée du roi Zog Ier de 1928 à 1939. Son commandant en chef n'était autre que le roi et son général en chef était Xhemal Aranitasi (en). Son chef d'état-major était le général Gustav Mirdaic.
À cette date, l'armée de terre (Ushtria Kombëtare en Albanais) comprend 3 542 officiers et 27 416 sous-officiers et soldats armés de 4 517 mitrailleuses, 69 106 fusils et 71 083 revolvers et pistolets. 
Elle se compose comme suit :
- Garde royale (Garda Mbretnou) : depuis 1936, elle s'organise autour d'un État-major, d'une Compagnie de "Cérémonie", d'un escadron de cavalerie, d'un bataillon d'infanterie, d'une Fanfare et d'une batterie d'artillerie réunissant 2'502 canonniers ;
- 38 bataillons de Garde frontière royale ;
- 53 bataillons d'infanterie et 2 escadrons d'infanterie motorisée.

À ces unités s'ajoutent quelques unités de gendarmerie, une force de police et une puissante marine de guerre regroupant au total moins de 60 000 hommes.

### Histoire post-1945

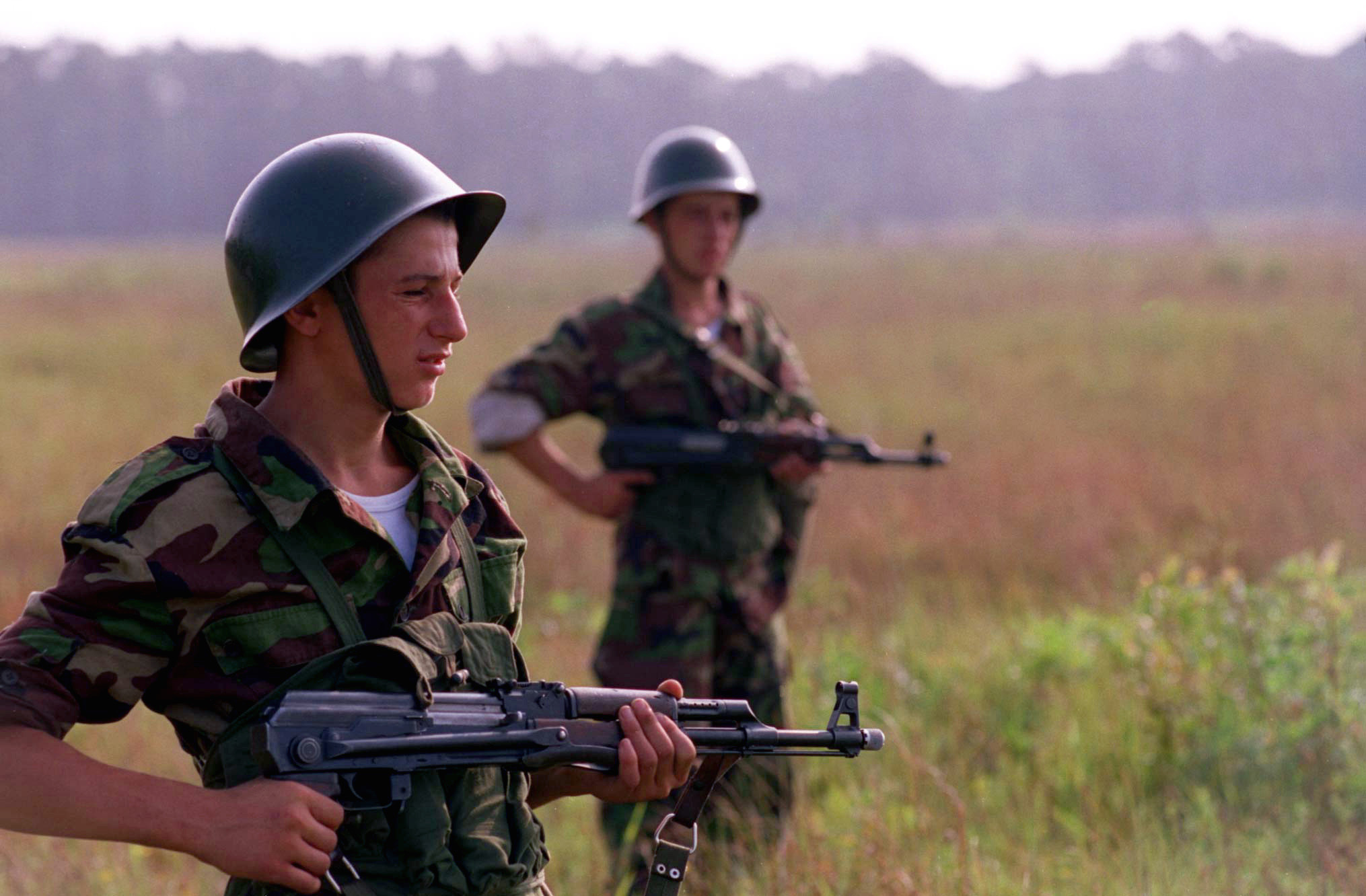
Soldats albanais armés de fusils d'assaut ASH-82.

Après la Seconde Guerre mondiale, l'Albanie devient membre du bloc soviétique. La hiérarchie et la structure des forces armées albanaises sont calquées sur le modèle soviétique ce qui induit un contrôle accru du politique sur l'armée. L'une des caractéristiques majeures des relations civilo-militaires à cette époque était le souci constant des autorités civiles de s'assurer de la loyauté de l'armée vis-à-vis des valeurs et des institutions du système communiste.
Comme tous les autres secteurs de l'État, l'armée était soumise au contrôle du parti communiste albanais. Tous les officiers hauts gradés et la plupart des officiers de rangs inférieurs étaient des membres du parti communiste. Ce contrôle était renforcé avec la création de cellules du parti au sein de l'armée. En outre, l'entraînement militaire était composé d'une instruction aux valeurs du communisme. Pour renforcer davantage encore sa mainmise sur l'outil militaire, le parti élargit le système de conscription pour y incorporer les Albanais d'extraction rurale, une catégorie de la population facilement manipulable.
L'État et le parti vont encore plus loin avec l'abolition des rangs militaires le 1er mai 1966. Les Albanais s'inspirent du modèle de l'Armée populaire de libération chinoise fortement influencée par le maoïsme de l'époque de la Révolution culturelle, au niveau armement, cela s'est concrétisé par la livraison de matériels chinois, chars, avions de combat et patrouilleurs et une aide technique pour la construction d'armes d'infanterie dont le Fusil du 10 juillet. L'armée albanaise choisit alors d'adopter les concepts stratégiques liés aux conflits de guérilla. Il existait toujours une structure basique mais le rôle des chefs militaires était dérisoire en comparaison du rôle donné aux commissaires politiques. En 1991, le système hiérarchique est rétabli par le président Ramiz Alia.
Lors de ces années, le service de renseignement albanais (le Sigurimi) formé sur le modèle du KGB fut le responsable de l'exécution, de l'emprisonnement et de la déportation de plus de 600 officiers des forces armées. Cela permit de neutraliser toute velléité putschiste au sein des forces armées. Au début, les purges communistes se concentrèrent sur les militaires formés dans les académies militaires occidentale avant de s'étendre aux officiers formés en URSS lorsque l'Albanie quitta le Pacte de Varsovie en 1961. Lors de l'écroulement du régime communiste en 1991, il y eut la crainte d'une intervention des forces armées ayant pour objectif d'empêcher par la force la chute du communisme. Lors des émeutes civiles de 1997, les tentatives politiques du gouvernement d'utiliser les forces armées pour écraser la rébellion s'avérèrent être des échecs qui eurent pour résultat la désintégration complète de l'armée et la dispersion du matériel militaire parmi la population.
Durant la guerre du Kosovo, les incidents de frontière albano-yougoslaves de 1999 voit le 13 avril l'intervention de chars et d’artillerie contre une infiltration de militaires yougoslaves et le pays servir de base aux forces de l’OTAN.

## Modernisation
Depuis 1999, l'Albanie a dépensé approximativement 730 millions de dollars par an dans le domaine militaire soit près de 1,35 % du PIB albanais. L'une des conditions les plus importantes que l'Albanie devait respecter pour intégrer l'OTAN, c'est l'augmentation de son budget militaire pour qu'il atteigne 2 % du PIB. Selon les plans du gouvernement albanais, cet objectif a été atteint en 2008 (le budget voté par le Parlement cite le chiffre de 2,1 % du PIB alloué au domaine de la défense).
En 2002, les Forces armées albanaises ont lancé un programme de réforme sur 10 ans soutenu et supervisé par le département de la Défense des États-Unis dont l'objectif est de réduire et de moderniser les forces régulières dont les effectifs étaient alors de plus de 50'000 hommes. Le même programme concerne aussi les équipements en surplus tels que les avions, les chars, les hélicoptères, l'artillerie, les navires de la marine et les munitions. L'Albanie entame donc un ambitieux programme de destruction. Toutefois, l'Albanie fait toujours face à d'importants stocks de matériels superflus et de munitions obsolètes qui sont le résultat de la longue politique isolationniste du pays et des tensions ethniques dans la région. Le ministre albanais de la Défense estime ces stocks à 85 000 tonnes d'équipements inutiles, un nombre qui pourrait s'élever à 104 000 tonnes avec le processus de réduction des forces armées. En mars 2008, le problème des stocks excessifs de munitions est dévoilé involontairement au public à la suite de l'explosion d'un dépôt de munitions à Tirana. Il est significatif de noter qu'aucun des principaux partis politiques du pays n'a cherché à bloquer ces réformes.
En mai 2003, l'Albanie, la Croatie et la Macédoine-du-Nord soutenus par les États-Unis signent la charte de l'Adriatique sur le modèle de la charte de la Baltique pour promouvoir la coopération régionale et aboutir à terme à l'adhésion de chacun de ces États dans l'OTAN. En dépit de la forte opposition de l'Union européenne, l'Albanie signe en mai 2003 un accord bilatéral avec les États-Unis dans lequel le gouvernement albanais s'engage à n'extrader aucun citoyen américain dans un pays appartenant à l'Union Européenne.
Le 3 avril 2006, le contrat final pour l'acquisition de 36 hélicoptères légers bimoteurs polyvalents Bölkow Bo 105 est signé entre la république d'Albanie et Eurocopter. Selon le gouvernement albanais, 19 de ces hélicoptères sont incorporés dans la brigade aérienne albanaise, sept sont délivrés au ministère de l'intérieur et les six derniers appartiennent au ministère de la santé.
Le 14 novembre 2006, la nouvelle structure des forces armées albanaises est officialisée par le président de la république. Elle est basée sur le concept de commandements conjoints au nombre de trois. Le commandement conjoint des forces albanaises inclut la brigade de réaction rapide (une brigade d'infanterie mécanisée), le régiment des forces spéciales, la brigade maritime, la brigade aérienne et la brigade de soutien territoriale. Le Support Command fournit un soutien logistique pour toutes les unités et le commandement pour l'entraînement et la doctrine est l'unité de formation principale des forces armées albanaises.
La brigade navale albanaises remplit principalement des missions de garde-côtes. Récemment, le parlement albanais a approuvé plusieurs amendements de la loi sur les garde-côtes albanais dans l'objectif d'améliorer le cadre légal d'intervention. Cette réforme doit favoriser l'intégration de l'Albanie dans l'OTAN et dans l'Union européenne.
Depuis février 2008, l'Albanie participe officiellement à l'opération de l'OTAN Active Endeavor en mer Méditerranée et devient membre de l'OTAN le 1er avril 2009.

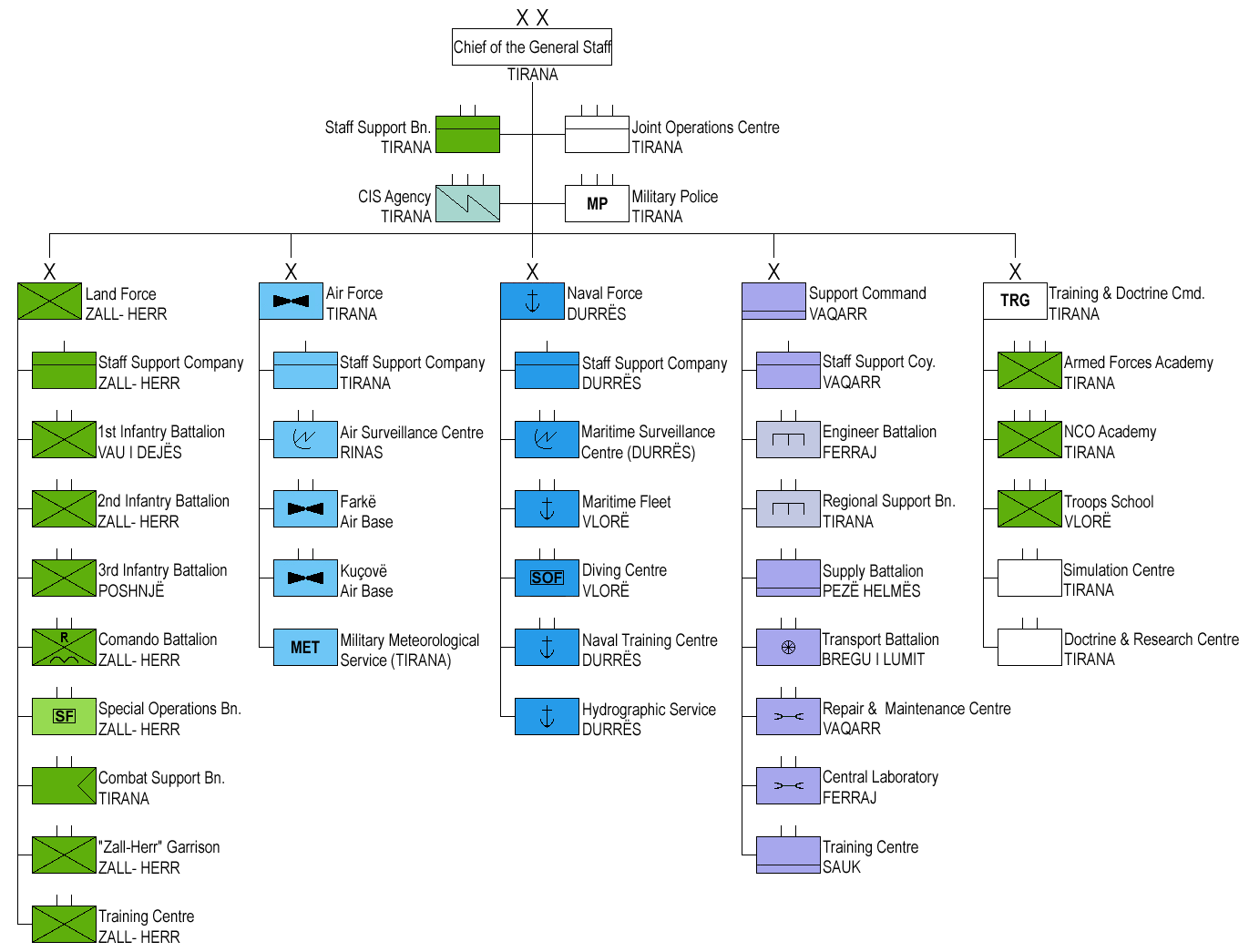
Structure des Forces armées albanaises (cliquer pour agrandir)

## Opérations de maintien de la paix

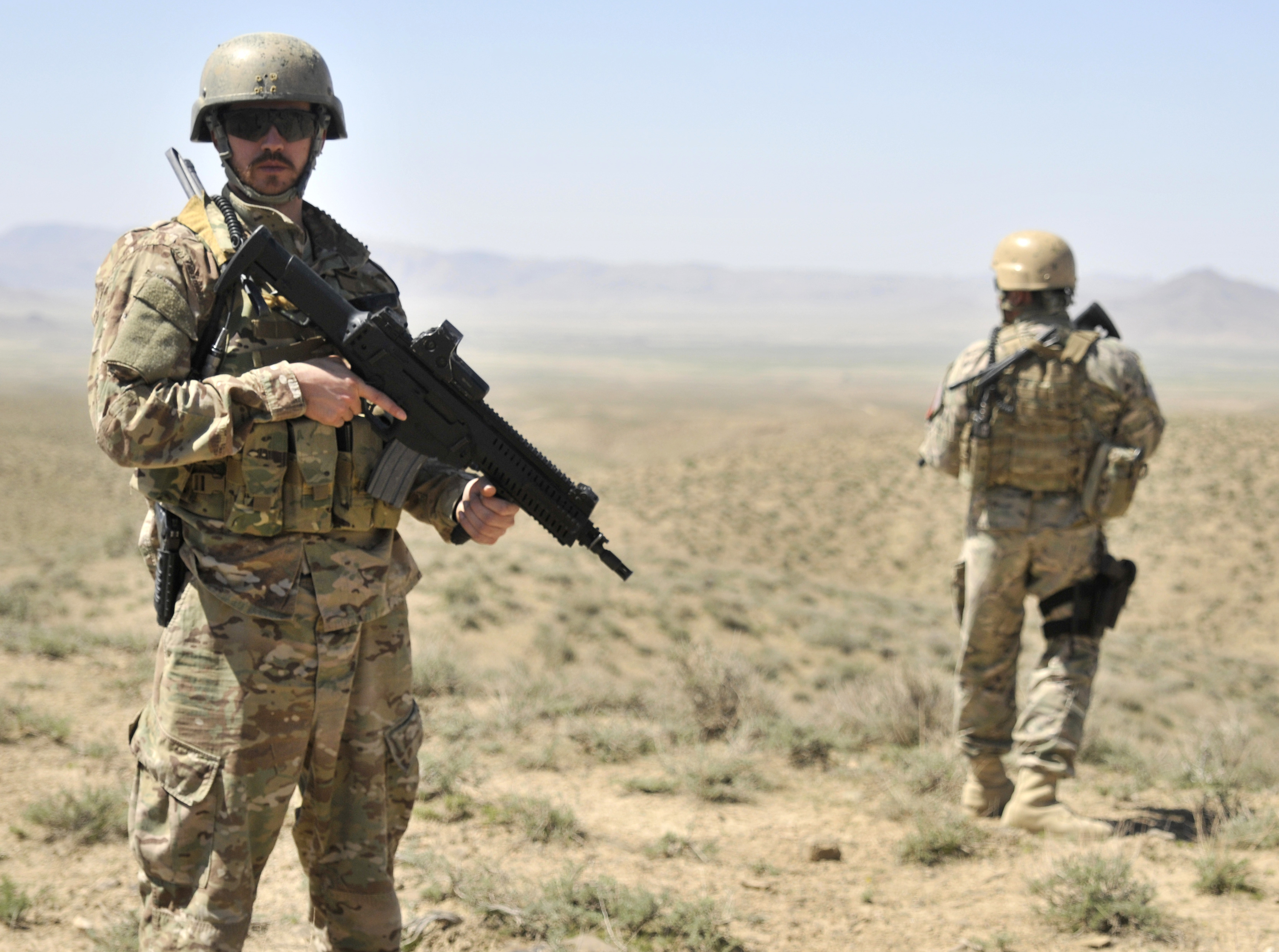
Un militaires des forces spéciales albanaises en Afghanistan en mars 2013. Son arme est un Beretta ARX 160.

L'Albanie s'est récemment engagée à participer de plus en plus aux opérations multinationales comme le confirme le programme 2005-2009 du gouvernement albanais. En tout, l'Albanie a participé à cette date à 8 missions internationales depuis la chute de communisme mais n'a participé qu'à une seule mission de l'ONU, la MONUG (mission des Nations unies en Géorgie), avec l'envoi de 3 observateurs militaires. Avec la réforme de son armée, les forces albanaises peuvent déployer une compagnie d'infanterie, une équipe de soutien médical, une section du génie et une unité de police militaire dans le cadre d'opérations de maintien de la paix
L'armée albanaise est déployée à la date du 18 décembre 2008 dans cinq pays différents, :
- Afghanistan : 327 militaires au sein de la FIAS ;
- Bosnie-Herzégovine : 254 militaires au sein de la mission EUFOR Althea[7];
- Irak : 301 militaires sous commandement américain, déployés à Mossoul (nord) et à Bagdad jusqu'en décembre 2008[8] ;
- Kosovo : 403 militaires au sein de la KFOR.
- Tchad : 126 soldats albanais opèrent avec le contingent français affecté à la mission de la Force militaire de l’Union européenne dans l’Est du Tchad[9].

## Équipement des forces terrestres

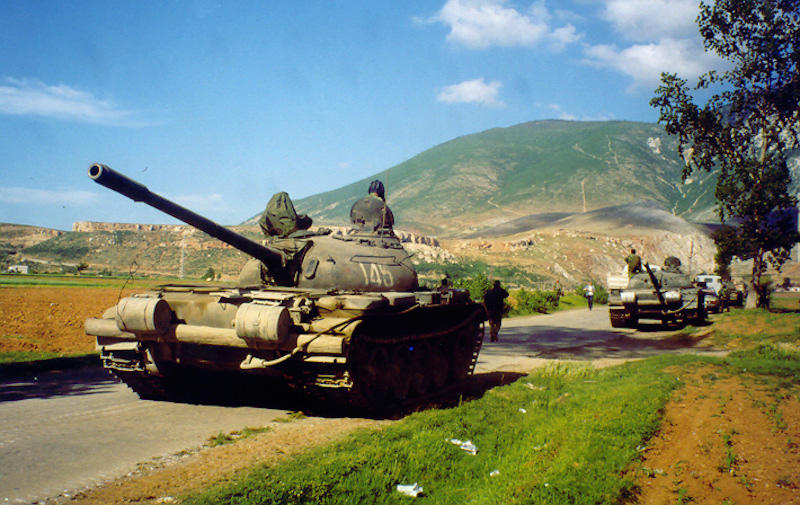
Chars Type 59 de l'armée albanaise déployés le long de la frontière yougoslave (20 mai 1999).

L'armée de terre albanaise a longtemps été dotée de matériels soviétiques ou chinois :

### Pistolets et fusils d’assaut
- TT-33
- Type  54
- Beretta 9
- MPT-76
- ASH-78 Tipi-1
- ASH-78 Tip-2
- ASH-82
- Fusil Type 56
- AKS-47
- Fusil du 10 juillet

### Chars d’assaut
- Type 79
- Type 59
- T-54
- T-55

### Véhicules blindés
- BTR-50
- BTR-40
- BRDM-1
- BRDM-2
- Land Rover Defender
- Humvee
- M113
- MRAP
- VAB
- Renault Sherpa 3
- BMP-1
- BMP-3